# Торговельна марка

«Зареєстрований товарний знак» логотип

Торговельна марка, також знак для товарів і послуг, товарний знак, торгова марка, англ. trademark — позначення, знак за яким товари та послуги одних осіб відрізняються від товарів та послуг інших осіб. Такими позначеннями можуть бути слова, цифри, зображувальні елементи, комбінації кольорів.
Є засобом індивідуалізації товарів та учасників господарського обігу й, із законодавчої точки зору, є об'єктом права інтелектуальної власності, зокрема його деколи відносять до права промислової власності.

## Термін
У Цивільному кодексі України вживається термін «торговельна марка (знак для товарів і послуг)». Юридичні терміни «знак для товарів і послуг» та «торговельна марка» означають одне і те саме поняття і тому можуть вживатися як рівнозначні. Терміни «торгова марка», «торговий знак», «товарний знак» — не є юридичними, проте вживаються для позначення того ж самого поняття, що і «знак для товарів і послуг» та «торговельна марка».
В засобах масової інформації як синонім терміну «знак для товарів і послуг» часто некоректно вживається термін «бренд». «Бренд» — це унікальна комбінація цінностей торгового знаку, за яку споживач сплачує додаткову вартість, або просто надає перевагу при покупці, часто викликає унікальні емоції. Різниця між торговою маркою і брендом: торгова марка — може мати високий товарообіг, а бренд — має мати високий прибуток. Поняття «бренд» і «брендинг» не є правовими поняттями.

## Види знаків для товарів і послуг
Товар може мати марку виробника або посередник привласнить йому приватну марку (марка посередника). Марочна назва може бути
- індивідуальною, у цьому випадку застосовується багатомарочний підхід для однієї і тієї ж категорії товарів (наприклад, пральні порошки «Тайд», «Аріель» компанії «Procter & Gamble»),
- колективною для товарного сімейства (наприклад, зубна паста «Колгейт»).

Капітал торгової марки — цінність торгової марки. Визначається тим, наскільки торговій марці довіряє споживач, а також іменним упізнаванням, якістю, в якій споживач упевнений, сильними марочними асоціаціями та іншими активами, такими як патенти, торгові знаки, відносини між каналами розповсюдження.
Ліцензійна марка — товар або послуга, які використовують марочну назву, запропоновану ліцензіату власником торгової марки за певну плату або роялті.

### Словесна торговельна марка
Словесними торговельними марками є оригінальні слова, назви. Добре запам'ятовуються, легко помітні, зручні для реклами. Слова, що послужили основою для торговельних марок, можуть бути вигаданими й такими, що існують в мові. Темою словесних торговельних марок можуть бути астрономічні назви, імена власні, імена історичних осіб. Існує також група торговельних марок, яка складається з назв професій, географічних назв. Словесна торговельна марка отримує все більше вживання, що пояснюється значними перевагами позначень цього роду.

### Графічна торговельна марка
Є малюнками на всілякі теми: різні орнаменти, символи, зображення тварин, птахів, стилізовані зображення всіляких предметів. Образотворчі торговельні марки можуть включати не лише зображення предметів, але й слова в особливій формі. Інколи буває важко провести чітке розмежування між словесними знаками і графічними знаками.

### Комбінована торговельна марка
Містить в собі графічні та буквені елементи. Композиція комбінованої торговельної марки може бути поєднанням: малюнка і слова; малюнка і букв; малюнка і цифр; слів і букв; букв і цифр тощо.

## Момент виникнення прав
В Україні, як і в більшості правових систем колишнього Радянського Союзу права на знак, що випливають із свідоцтва, діють від дати подання заявки, однак, можуть здійснюватись після моменту реєстрації знака у відповідному державному відомстві (Уповноваженому органі з питань ІВ). В Україні таким Органом є Державне підприємство «Український інститут інтелектуальної власності» (Укрпатент), яке відноситься до сфери управління Міністерства розвитку економіки, торгівлі та сільського господарства України. Саме ця установа здійснює експертизу заявок на реєстрацію об'єктів інтелектуальної власності.
У країнах загального права, а також у низці континентальних правових систем права на знак виникають як після його реєстрації так і внаслідок фактичного використання знака для ідентифікації конкретних товарів та послуг.

## Правовий захист
Суб'єктами права інтелектуальної власності на торговельну марку можуть виступати як окремі фізичні чи юридичні особи, так і декілька осіб (у цьому випадку торговельна марка стає колективною). Фізичними особами, що мають право на торговельну марку можуть бути громадяни України чи інших держав, особи без громадянства, що виконують діяльність на певному підприємстві. Право інтелектуальної власності на торговельну марку іноземними особами реалізується через представників, які мають відповідну реєстрацію згідно з Положенням про представників у справах інтелектуальної власності, затвердженим Постановою Кабінету Міністрів України від 10.08.94 р. № 545.

### Майнові права на торговельну марку
Власники свідоцтв, міжнародних реєстрацій або суб'єкти, які мають торговельну марку, що визнана добре відомою, мають певні майнові права інтелектуальної власності на торговельну марку. Згідно зі ст. 495 Цивільного кодексу України до таких прав належать наступні:
1. вільне використання торговельної марки суб'єктами права інтелектуальної власності;
2. виключне право на заборону або перешкоду протиправному використанню цієї марки;
3. виключне право не заперечувати використанню торговельної марки у певних випадках;
4. інші майнові права, передбачені законодавством.

Охорона майнових прав на торговельну марку здійснюється протягом 10 років.

### Дострокове припинення майнових прав на торговельну марку
Власник свідоцтва може достроково припинити дію майнових прав у випадках, передбачених законом та за умовами договору.
Якщо власник торговельної марки зазнав збитків від особи, що мала дозвіл на її використання, то згідно з законодавством ця особа повинна відшкодувати збиток у певні строки.
Згідно зі ст. 18 Закону України «Про охорону прав на знаки для товарів і послуг» дострокове припинення майнових прав на торговельну марку відбувається у випадках:
1. якщо несплачений збір за подовження строку дії свідоцтва;
2. якщо позначення не використовується повністю;
3. в інших випадках, передбачених законом.

### Загальні відомості
Торгова марка є об'єктом промислової власності, юридичний захист котрого здійснюється на основі Цивільного кодексу України та закону України «Про охорону прав на знаки для товарів і послуг».
Суб'єктами права інтелектуальної власності на торговельну марку є фізичні та юридичні особи. Торговельна марка може належати одночасно кільком фізичним та (або) юридичним особам.
Набуття права інтелектуальної власності на знак засвідчується свідоцтвом. Обсяг охорони визначається наведеними у свідоцтві зображенням та переліком товарів і послуг.
Набуття права інтелектуальної власності на торговельну марку, яка має міжнародну реєстрацію або визнана в установленому законом порядку добре відомою, не вимагає засвідчення свідоцтвом.
Майнові права інтелектуальної власності на торговельну марку є чинними протягом десяти років з дати, наступної за датою подання заявки на торговельну марку в установленому законом порядку. Зазначений строк може бути продовженим щоразу на десять років.
Не набувають правової охорони позначення, що зображують:
- державні герби, прапори та емблеми;
- офіційні назви держав;
- емблеми, скорочені або повні найменування міжнародних міжурядових організацій;
- офіційні контрольні, гарантійні та пробірні клейма, печатки;
- нагороди та інші відзнаки.

Ці позначення можуть бути включені до знака як елементи, що не охороняються, якщо на це є згода відповідного компетентного органу або їх власників.
Також не набувають правової охорони знаки, що:
- не мають розрізняльної здатності;
- є загальновживаними для позначення товарів і послуг певного виду;
- вказують на вид, якість, кількість, властивості, призначення, цінність товарів і послуг, а також на місце і час виготовлення чи збуту товарів або надання послуг;
- є оманливими, тобто такими, що можуть ввести в оману щодо товару, послуги або особи, яка виробляє товар або надає послугу;
- є загальнодержавними символами або термінами;
- відображають лише форму, що зумовлена природним станом товару, послуги або особи, що виробляє товар або надає послугу.

Ці позначення можуть бути внесені до знака як елементи, що не охороняються, якщо вони не займають домінуючого положення в зображені знака.

### Реєстрація

#### Національна реєстрація в Україні
Віднедавна[коли?] український інститут інтелектуальної власності відкрив доступ до реєстру торговельних марок України. Тепер, перед початком реєстрації ви можете самостійно перевірити торговельну марку у пошуковій базі Укрпатенту, Global Brand Database на сайті ВОІВ, або через приватні «дзеркала».
Особа, що бажає одержати свідоцтво, подає до державного підприємства «Український інститут промислової власності» заявку. Заявка подається на один знак, складається українською мовою і має містити:
- заяву про реєстрацію знака;
- зображення позначення;
- перелік товарів і послуг, для яких заявник просить зареєструвати знак, згрупованих за міжнародною класифікацією товарів і послуг для реєстрації знаків.

Свідоцтво надає його власнику виключне право забороняти іншим особам використовувати без його згоди:
- зареєстрований знак стосовно наведених товарів і послуг;
- зареєстрований знак стосовно товарів і послуг, споріднених з наведеними у свідоцтві, якщо внаслідок його використання можна ввести в оману щодо особи, яка виробляє товари чи надає послуги;
- позначення, схоже із зареєстрованим знаком, стосовно наведених у свідоцтві товарів і послуг, якщо внаслідок такого використання ці позначення і знак можна сплутати;
- позначення, схоже із зареєстрованим знаком, стосовно товарів і послуг, споріднених з наведеними у свідоцтві, якщо внаслідок такого використання можна ввести в оману щодо особи, яка виробляє товари чи надає послуги, або ці позначення і знак можна сплутати.

Припинення дії свідоцтва можливе за кількома причинами:
- власник може подати заяву про відмову від свідоцтва;
- у разі несплати збору за продовження строку його дії;
- за позовом будь-якої особи на підставі того, що знак не використовується упродовж трьох років від дати публікації відомостей про видачу свідоцтва;
- за рішенням суду у зв'язку з перетворенням знака у позначення, що стало загальновживаним як позначення товарів і послуг певного виду, після дати подачі заявки.

#### Попереджувальне маркування
Власник зареєстрованого знака для товарів і послуг (тобто на основі отриманого свідоцтва) має право проставляти поряд із знаком попереджувальне маркування, яке вказує на те, що цей знак зареєстровано в Україні.

#### Несумлінна реєстрація
Несумлінна реєстрація — один із видів порушень прав інтелектуальної власності, при якому відбувається реєстрація певного об'єкту, що характеризується відсутністю відповідальності перед оточенням за виконання цих дій у суб'єкта реєстрації (тієї людини або організації яка(і) реєструють). Передбачає недоброякісну конкуренцію, крадіжку чужих ідей та видачу їх за свої як цілком легальні та власні, маючи на це певні права.
Несумлінна реєстрація товарних знаків різноманітних фірм, підприємств або компаній України (і не тільки, для порівняння, можна поглянути на нашу сусідку — Росію) майже в половині ситуацій стає значною, а точніше кажучи, достатньо великою проблемою, тому що дедалі складніше вдається однозначно провести межу між вже зареєстрованим товарним знаком наприклад та тим, що реєструють. Хоча в українському законодавстві сумлінна реєстрація, більш-менш чітко визначена. Яскравим прикладом даної неоднозначності може бути зміна типової, кольорової або іншої елементної бази оригінальної назви товару (такого що має певний документ — свідоцтво), не змінюючи самої назви, після чого достатньо складно довести, що «оригінальний» вже має свого справжнього правовласника.
Ще одним добрим прикладом несумлінної реєстрації виступає зв'язок з промисловими зразками. Тут мова йде про те, що промисловий зразок можна розглядати з декількох боків, а саме:
1. він виступає засобом індивідуалізації;
2. він є результатом винахідницької або раціональної роботи (тобто доволі складної розумової праці, що потребує зусиль від суб'єктів цієї праці).

В Україні як зразок можна реєструвати звичайну упаковку товару, що в свою чергу може спричинити суперечки з боку законодавства або неодноразового породження інших юридичних проблем. У цьому випадку причиною цих колізій є несумлінна реєстрація (хоча здавалося, що проблем майже нема або вони не значні), котра виявляється у вигляді промислових зразків пакунків всесвітньо відомих товарів з метою уникнення або ухилення (від) державного митного контролю, щоб попередити можливість блокування імпорту цих товарів на територію України.
Надані у цій статті приклади несумлінної реєстрації є лише верхівкою айсберга. Українське законодавство у цій сфері потребує значних змін та реформ, щоб забезпечити міцний фундамент для розвитку бізнесу в країні та промисловості у широкому сенсі взагалі.

#### Мадридська система
Юридичні та фізичні особи країн, що підписали Мадридську угоду або протокол до неї, можуть забезпечити в усіх інших країнах-членах Мадридської системи охорону своїх торговельних марок шляхом подачі заяв на ці знаки у Міжнародне Бюро Всесвітньої Організації Інтелектуальної Власності, котре здійснює таку реєстрацію. Міжнародна реєстрація торговельної марки має таку ж силу, що й заява про її реєстрацію, подана у кожній з вказаних країн за національною процедурою. У випадку необхідності збільшення числа країн, у котрих забезпечується охорона знака, заявник може зробити заяву про територіальне розширення.

### Керування правами
Власник свідоцтва може передавати будь-якій особі право власності на знак повністю або відносно частини зазначених у свідоцтві товарів і послуг, на підставі договору. Також, власник свідоцтва має право дати будь-якій особі дозвіл на використання знака на підставі ліцензійного договору.
Спільна марка — практика використання двома різними компаніями сталих марочних назв одного товару.
Оцінка товарного знаку проводиться за методами оцінки вартості інтелектуальної власності.

### Використання
Поняття «використання торговельної марки» має чітко визначений в законодавстві України зміст. Використанням торговельної марки є такі дії:
- нанесення її на будь-який товар, для якого торговельну марку зареєстровано, упаковку, в якій міститься такий товар, вивіску, пов'язану з ним, етикетку, нашивку, бирку чи інший прикріплений до товару предмет, зберігання такого товару із зазначеним нанесенням торговельної марки з метою пропонування для продажу, пропонування його для продажу, продаж, імпорт та експорт;
- застосування її під час пропонування та надання будь-якої послуги, для якої торговельну марку зареєстровано;
- застосування її в діловій документації чи в рекламі та в мережі Інтернет, в тому числі в доменних іменах.

Виключне право володаря свідоцтва на торговельну марку забороняти іншим особам використовувати без його згоди зареєстрований знак не поширюється на:
- здійснення будь-якого права, що виникло до дати подання заявки або, якщо було заявлено пріоритет, до дати пріоритету;
- використання знака для товару, введеного під цим знаком в цивільний оборот власником свідоцтва чи за його згодою, за умови, що власник свідоцтва не має вагомих підстав забороняти таке використання у зв'язку з подальшим продажем товару, зокрема у разі зміни або погіршення стану товару після введення його в цивільний оборот;
- використання кваліфікованого зазначення походження товару;
- некомерційне використання знака;
- усі форми повідомлення новин і коментарів новин;
- добросовісне застосування ними своїх імен чи адрес.

## Нестандартні знаки для товарів та послуг
- Сертифікаційні знаки
- Колективні знаки

## Нетрадиційні знаки для товарів та послуг
- Знаки-кольори
- Об'ємні або трьохвимірні знаки
- Голографічні знаки
- Звукові знаки
- Нюхові знаки
- Смакові знаки
- Рухові знаки